# Manuel Angulo López-Casero
Manuel Angulo López-Casero (Campo de Criptana, bij Ciudad Real, 11 oktober 1930) is een Spaans componist en muziekpedagoog.

## Biografie
López-Casero studeerde aan het Real Conservatorio Superior de Música de Madrid onder andere bij Jesús Guridi Bidaola en Echevarria. Verdere studies deed hij aan de Accademia Musicale Chigiana, Siena, Italië en in Frankrijk. Hij naam ook deel aan internationale cursussen aan de Universität für Musik und Darstellende Kunst "Mozarteum" Salzburg te Salzburg, Oostenrijk.
Nadat hij afgestudeerd was werd hij docent aan het Real Conservatorio Superior de Música de Madrid. Later behoorde hij ook tot een comité voor de beslissing van de voorwaarden van het muzikale basisonderwijs. Hij werkte verder mee aan een Enzyclopedie van de Spaanse cultuur en in de Aula de Música Ateneo de Madrid.
Als componist schreef hij symfonische werken, werken voor harmonieorkest, toneelwerken, koor- en kamermuziek. Hij kreeg verschillende prijzen en onderscheidingen voor zijn werken in binnen- en buitenland.

## Composities (selectie)

### Werken voor orkest
- 1958-1960 Canciones sefardíes
- 1961 Cuatro movimientos
- 1964 Cuatro móviles
- 1975 Recercada
- 1976 Loores del Ave María

### Werken voor banda (harmonieorkest)
- 1958 Tocata-homenaje
- 1983 Bipartita
- 1983 Palangre
- 1986 Trigeneracional
- 1990 Molinos de Criptana

### Toneelwerken
- 1956 La fuerza del amor
- 1963 Dos Pescadores
- 1971 Reloj de rosas de Aranjuez

### Werken voor koor
- 1960 Once canciones populares españolas
- 1962 Ave María
- 1962 Dos canciones
- 1962 O Sacrum Convivium
- 1967 Dos canciones de Navidad
- 1970 Dos rimas de Bécquer
- 1989 El sol y la  mar
- 1989-1991 Al aire a tu vuelo

### Vocale muziek
- 1954 Tres canciones españolas
- 1955 Dos líricas sobre texto italiano
- 1957 Poema lírico
- 1958-1960 Ocho canciones sefardíes
- 1961 Seis canciones populares españolas

### Werken voor piano
- 1954 Cuatro piezas
- Partita “Al lugar”

- Biblioteca Nacional de España: XX4579138
- International Standard Name Identifier: 0000 0001 1654 2187
- Library of Congress Control Number: n93087675
- Système universitaire de documentation: 194134512
- Virtual International Authority File: 60760966
- WorldCat: E39PBJtMtgCpkJJbwY4VPqFkDq